# Condemned 2: Bloodshot
『Condemned 2: Bloodshot』（コンデムド2：ブラッドショット）とは、2008年5月に北米でMonolith Productionsが開発し、セガよりXbox 360で発売されたFPSである。2005年に発売された『Condemned: Criminal Origins』の続編に当たる。
|  |  | この項目は、まだ閲覧者の調べものの参照としては役立たない、コンピュータゲームに関連した書きかけの項目です。この項目を加筆・訂正などしてくださる協力者を求めています（P:コンピュータゲーム/PJ:コンピュータゲーム）。 |